# Los Fontanals (Isona)
Los Fontanals és un indret del terme municipal d'Isona i Conca Dellà, a l'antic terme d'Isona, al Pallars Jussà.
El lloc és a ponent d'Isona, al costat nord-est de la cruïlla de les carreteres C-1412bz i LV-5113, a l'esquerra del barranc de la Boïga i a la dreta del barranc del Mas de Mitjà.